# 1660년
1660년은 목요일로 시작하는 윤년이다.

## 연호
- 남명(南明) 영력(永曆) 14년
- 청(淸) 순치(順治) 17년
- 일본(日本) 만지(万治) 3년
- 후 레 왕조(後黎朝) 빈토(永壽) 3년
- 막 왕조(莫朝) 투언득(順德) 23년

## 기년
- 남명(南明) 소종 영력제(昭宗 永曆帝) 14년
- 류큐(琉球) 쇼시쓰왕(尚質王) 13년
- 청(淸) 세조 순치제(世祖 順治帝) 17년
- 조선(朝鮮) 현종(顯宗) 원년
- 후 레 왕조(後黎朝) 신종(神宗) 복위 12년

## 사건
- 5월 29일 - 영국의 국왕 찰스 2세 즉위. 왕정복고.

## 탄생
- 1월 3일 - 청나라의 제3대 황제 기수. (~1665년)
- 5월 28일 - 영국의 국왕 조지 1세. (~1727년)
- 9월 13일 - 영국의 작가이자 언론가 대니엘 디포. (~1731년)

## 사망
- 4월 6일 - 조선 후기의 문신 신익전. (1605년~)
- 8월 6일 - 에스파냐의 화가 디에고 벨라스케스. (1599년~)